# Tour de Catalogne 2008
Le Tour de Catalogne 2008 a eu lieu du 19 au 25 mai 2008. Il était inscrit au calendrier de l'UCI ProTour 2008 et s'est déroulé sur sept étapes, dont un prologue qui traversaient la Catalogne.

## Parcours et résultats
| Étape     | Date   | Villes étapes                     | Distance (km) | Vainqueur d'étape  | Leader du classement général |
| Prologue  | 19 mai | Lloret de Mar - Lloret de Mar     | 3,7 (CLM)     | Thor Hushovd       | Thor Hushovd                 |
| 1re étape | 20 mai | Riudellots de la Selva - Banyoles | 167,8         | Thor Hushovd       | Thor Hushovd                 |
| 2e étape  | 21 mai | Banyoles - La Seu d'Urgell        | 191,9         | Cyril Dessel       | Cyril Dessel                 |
| 3e étape  | 22 mai | La Seu d'Urgell - Ascó            | 217,2         | Pierrick Fédrigo   | Rémi Pauriol                 |
| 4e étape  | 23 mai | Ascó - El Vendrell                | 163,5         | Sylvain Chavanel   | Rémi Pauriol                 |
| 5e étape  | 24 mai | El Vendrell - Pallejà             | 163,9         | Francesco Chicchi  | Rémi Pauriol                 |
| 6e étape  | 25 mai | Pallejà - Barcelone               | 124           | José Luis Carrasco | Gustavo César Veloso         |

## Classement général final
| #   | Coureur              | Équipe              |    | Temps            |
| 1.  | Gustavo César Veloso | Karpin Galicia      | en | 24 h 29 min 22 s |
| 2.  | Rigoberto Urán       | Caisse d'Épargne    | +  | 16 s             |
| 3.  | Rémi Pauriol         | Crédit agricole     |    | 21 s             |
| 4.  | Josep Jufré          | Saunier Duval-Scott |    | m.t.             |
| 5.  | Daniel Navarro       | Astana              |    | 23 s             |
| 6.  | Haimar Zubeldia      | Euskaltel-Euskadi   |    | 28 s             |
| 7.  | Janez Brajkovič      | Astana              |    | 29 s             |
| 8.  | Pierrick Fédrigo     | Bouygues Telecom    |    | 31 s             |
| 9.  | Thomas Lövkvist      | High Road           |    | 34 s             |
| 10. | Gorka Verdugo        | Euskaltel-Euskadi   |    | m.t.             |

## Résultats des étapes

### Prologue
Le prologue s'est déroulé le lundi 19 mai 2008 sur un circuit de 3,7 km dans la ville de Lloret de Mar.
| #  | Coureur             | Équipe           |    | Temps      |
| -- | ------------------- | ---------------- | -- | ---------- |
| 1  | Thor Hushovd        | Crédit agricole  | en | 4 min 37 s |
| 2  | George Hincapie     | High Road        | +  | 6 s        |
| 3  | José Iván Gutiérrez | Caisse d'Épargne |    | 7 s        |
| 4  | Thomas Lövkvist     | High Road        |    | m.t.       |
| 5  | Gustavo César       | Karpin Galicia   |    | m.t.       |
| 6  | Leonardo Duque      | Cofidis          |    | 8 s        |
| 7  | Rémi Pauriol        | Crédit agricole  |    | 9 s        |
| 8  | Brett Lancaster     | Milram           |    | m.t.       |
| 9  | Fabian Cancellara   | CSC              |    | m.t.       |
| 10 | Sylvain Chavanel    | Cofidis          |    | m.t.       |

| #  | Coureur             | Équipe           |    | Temps      |
| -- | ------------------- | ---------------- | -- | ---------- |
| 1  | Thor Hushovd        | Crédit agricole  | en | 4 min 37 s |
| 2  | George Hincapie     | High Road        | +  | 6 s        |
| 3  | José Iván Gutiérrez | Caisse d'Épargne |    | 7 s        |
| 4  | Thomas Lövkvist     | High Road        |    | m.t.       |
| 5  | Gustavo César       | Karpin Galicia   |    | m.t.       |
| 6  | Leonardo Duque      | Cofidis          |    | 8 s        |
| 7  | Rémi Pauriol        | Crédit agricole  |    | 9 s        |
| 8  | Brett Lancaster     | Milram           |    | m.t.       |
| 9  | Fabian Cancellara   | CSC              |    | m.t.       |
| 10 | Sylvain Chavanel    | Cofidis          |    | m.t.       |

### 1reétape
La première étape s'est déroulée le mardi 20 mai 2008 entre Riudellots de la Selva et Banyoles.
| #   | Coureur            | Équipe               |    | Temps      |
| --- | ------------------ | -------------------- | -- | ---------- |
| 1.  | Thor Hushovd       | Crédit agricole      | en | 4 min 37 s |
| 2.  | Bernhard Eisel     | High Road            | +  | m.t.       |
| 3.  | Leonardo Duque     | Cofidis              |    | m.t.       |
| 4.  | Markus Zberg       | Gerolsteiner         |    | m.t.       |
| 5.  | Mark Renshaw       | Crédit agricole      |    | m.t.       |
| 6.  | Brett Lancaster    | Milram               |    | m.t.       |
| 7.  | Christopher Horner | Astana               |    | m.t.       |
| 8.  | Juan José Cobo     | Saunier Duval-Prodir |    | m.t.       |
| 9.  | Mathieu Drujon     | Caisse d'Épargne     |    | m.t.       |
| 10. | Claudio Corioni    | Liquigas             |    | m.t.       |

| #   | Coureur             | Équipe           |    | Temps           |
| --- | ------------------- | ---------------- | -- | --------------- |
| 1.  | Thor Hushovd        | Crédit agricole  | en | 4 h 12 min 02 s |
| 2.  | Leonardo Duque      | Cofidis          | +  | 14 s            |
| 3.  | George Hincapie     | High Road        |    | 16 s            |
| 4.  | José Iván Gutiérrez | Caisse d'Épargne |    | 17 s            |
| 5.  | Thomas Lövkvist     | High Road        |    | m.t.            |
| 6.  | Gustavo César       | Karpin Galicia   |    | m.t.            |
| 7.  | Rémi Pauriol        | Crédit agricole  |    | 19 s            |
| 8.  | Brett Lancaster     | Milram           |    | m.t.            |
| 9.  | Bernhard Eisel      | High Road        |    | m.t.            |
| 10. | Sylvain Chavanel    | Cofidis          |    | m.t.            |

### 2eétape
La deuxième étape s'est déroulée le mercredi 21 mai 2008 entre Banyoles et La Seu d'Urgell.
Avec quatre côtes culminant à plus de 1000 mètres, dont l'Alt de Pedraforca en hors-catégorie, cette étape de 192 kilomètres entre Banyoles et La Seu d'Urgell est considérée comme l'étape-reine de ce Tour de Catalogne.
Elle est animée par une échappée de Alexandre Botcharov (Crédit agricole), Dimitri Champion (Bouygues Telecom), Sylvain Chavanel (Cofidis), Francisco José Martinez (Andalucia-Cajasur), Christophe Moreau (Agritubel), Rubén Pérez (Euskaltel-Euskadi) et Christophe Riblon (AG2R La Mondiale), qui compte jusqu'à 6 minutes et 30 secondes d'avance.
Dans la dernière côte, seuls Christophe Riblon et Alexandre Botcharov parviennent à se maintenir en tête, tandis que le peloton se divise en plusieurs groupes. Dans la descente, le premier d'entre aux rattrape Riblon et Botcharov, entraînés dans la chute de la moto qui se trouvait devant eux. Vladimir Efimkin est le premier à attaquer, suivi de Rigoberto Urán. Cyril Dessel part en contre puis rejoint et distance Rigoberto Urán et s'impose en solitaire à La Seu. Il endosse le maillot blanc de leader du classement général,.
| #   | Coureur          | Équipe                |    | Temps           |
| --- | ---------------- | --------------------- | -- | --------------- |
| 1.  | Cyril Dessel     | AG2R La Mondiale      | en | 5 h 10 min 30 s |
| 2.  | Janez Brajkovič  | Astana                | +  | 34 s            |
| 3.  | Rémi Pauriol     | Crédit agricole       |    | m.t.            |
| 4.  | Josep Jufré      | Saunier Duval-Scott   |    | m.t.            |
| 5.  | Rigoberto Urán   | Caisse d'Épargne      |    | m.t.            |
| 6.  | Haimar Zubeldia  | Euskaltel-Euskadi     |    | m.t.            |
| 7.  | Daniel Moreno    | Caisse d'Épargne      |    | 58 s            |
| 8.  | Pierrick Fédrigo | Bouygues Telecom      |    | m.t.            |
| 9.  | Vladimir Efimkin | AG2R La Mondiale      |    | m.t.            |
| 10. | Jelle Vanendert  | La Française des jeux |    | m.t.            |

| #   | Coureur         | Équipe              |    | Temps           |
| --- | --------------- | ------------------- | -- | --------------- |
| 1.  | Cyril Dessel    | AG2R La Mondiale    | en | 9 h 23 min 03 s |
| 2.  | Rémi Pauriol    | Crédit agricole     | +  | 18 s            |
| 3.  | Haimar Zubeldia | Euskaltel-Euskadi   |    | 25 s            |
| 4.  | Janez Brajkovič | Astana              |    | 26 s            |
| 5.  | Rigoberto Urán  | Caisse d'Épargne    |    | 29 s            |
| 6.  | Josep Jufré     | Saunier Duval-Scott |    | 30 s            |
| 7.  | Gustavo César   | Karpin Galicia      |    | 44 s            |
| 8.  | Daniel Moreno   | Caisse d'Épargne    |    | 47 s            |
| 9.  | Thomas Lövkvist | High Road           |    | m.t.            |
| 10. | Javier Mejías   | Saunier Duval-Scott |    | m.t.            |

### 3eétape
La troisième étape s'est déroulée le jeudi 22 mai 2008 entre La Seu d'Urgell et Ascó.
| #   | Coureur             | Équipe                |    | Temps           |
| --- | ------------------- | --------------------- | -- | --------------- |
| 1.  | Pierrick Fédrigo    | Bouygues Telecom      | en | 5 h 06 min 01 s |
| 2.  | Alexandre Botcharov | Crédit agricole       | +  | m.t.            |
| 3.  | Gustavo César       | Karpin Galicia        |    | m.t.            |
| 4.  | Jelle Vanendert     | La Française des jeux |    | m.t.            |
| 5.  | Daniel Navarro      | Astana                |    | m.t.            |
| 6.  | George Hincapie     | High Road             |    | 11 s            |
| 7.  | Xavier Florencio    | Bouygues Telecom      |    | m.t.            |
| 8.  | Pieter Jacobs       | Silence-Lotto         |    | m.t.            |
| 9.  | Daniele Righi       | Lampre                |    | m.t.            |
| 10. | William Walker      | Rabobank              |    | m.t.            |

| #   | Coureur              | Équipe              |    | Temps            |
| --- | -------------------- | ------------------- | -- | ---------------- |
| 1.  | Rémi Pauriol         | Crédit agricole     | en | 14 h 29 min 33 s |
| 2.  | Haimar Zubeldia      | Euskaltel-Euskadi   | +  | 7 s              |
| 3.  | Janez Brajkovič      | Astana              |    | 8 s              |
| 4.  | Pierrick Fédrigo     | Bouygues Telecom    |    | 10 s             |
| 5.  | Rigoberto Urán       | Caisse d'Épargne    |    | 11 s             |
| 6.  | Gustavo César Veloso | Karpin Galicia      |    | m.t.             |
| 7.  | Josep Jufré          | Saunier Duval-Scott |    | 12 s             |
| 8.  | Daniel Navarro       | Astana              |    | 21 s             |
| 9.  | Daniel Moreno        | Caisse d'Épargne    |    | 29 s             |
| 10. | Thomas Lövkvist      | High Road           |    | m.t.             |

### 4eétape
La quatrième étape s'est déroulée le vendredi 23 mai 2008 entre Ascó et El Vendrell.
| #   | Coureur           | Équipe                |    | Temps           |
| --- | ----------------- | --------------------- | -- | --------------- |
| 1.  | Sylvain Chavanel  | Cofidis               | en | 3 h 52 min 15 s |
| 2.  | Thor Hushovd      | Crédit agricole       | +  | 2 min 32 s      |
| 3.  | Bernhard Eisel    | High Road             |    | m.t.            |
| 4.  | Markus Zberg      | Gerolsteiner          |    | m.t.            |
| 5.  | Anthony Geslin    | Bouygues Telecom      |    | m.t.            |
| 6.  | Mathieu Drujon    | Caisse d'Épargne      |    | m.t.            |
| 7.  | Francesco Chicchi | Liquigas              |    | m.t.            |
| 8.  | Davide Viganò     | Quick Step-Innergetic |    | m.t.            |
| 9.  | Mikel Gaztañaga   | Agritubel             |    | m.t.            |
| 10. | Brett Lancaster   | Milram                |    | m.t.            |

| #   | Coureur              | Équipe              |    | Temps            |
| --- | -------------------- | ------------------- | -- | ---------------- |
| 1.  | Rémi Pauriol         | Crédit agricole     | en | 18 h 24 min 25 s |
| 2.  | Josep Jufré          | Saunier Duval-Scott | +  | 2 s              |
| 3.  | Haimar Zubeldia      | Euskaltel-Euskadi   |    | 7 s              |
| 4.  | Janez Brajkovič      | Astana              |    | 8 s              |
| 5.  | Gustavo César Veloso | Karpin Galicia      |    | m.t.             |
| 6.  | Pierrick Fédrigo     | Bouygues Telecom    |    | 10 s             |
| 7.  | Rigoberto Urán       | Caisse d'Épargne    |    | 11 s             |
| 8.  | Daniel Navarro       | Astana              |    | 21 s             |
| 9.  | Daniel Moreno        | Caisse d'Épargne    |    | 26 s             |
| 10. | Thomas Lövkvist      | High Road           |    | 29 s             |

### 5eétape
La cinquième étape s'est déroulée le samedi 24 mai 2008 entre El Vendrell et Pallejà.
| #   | Coureur           | Équipe               |    | Temps           |
| --- | ----------------- | -------------------- | -- | --------------- |
| 1.  | Francesco Chicchi | Liquigas             | en | 3 h 44 min 17 s |
| 2.  | Leonardo Duque    | Cofidis              | +  | m.t.            |
| 3.  | Markus Zberg      | Gerolsteiner         |    | m.t.            |
| 4.  | Mark Renshaw      | Crédit agricole      |    | m.t.            |
| 5.  | Mikel Gaztañaga   | Agritubel            |    | m.t.            |
| 6.  | Vicente Reynés    | High Road            |    | m.t.            |
| 7.  | Thor Hushovd      | Crédit agricole      |    | m.t.            |
| 8.  | Daniele Righi     | Lampre               |    | m.t.            |
| 9.  | Josep Jufré       | Saunier Duval-Prodir |    | m.t.            |
| 10. | Mathieu Drujon    | Caisse d'Épargne     |    | m.t.            |

| #   | Coureur          | Équipe              |    | Temps            |
| --- | ---------------- | ------------------- | -- | ---------------- |
| 1.  | Rémi Pauriol     | Crédit agricole     | en | 22 h 28 min 42 s |
| 2.  | Josep Jufré      | Saunier Duval-Scott | +  | 2 s              |
| 3.  | Haimar Zubeldia  | Euskaltel-Euskadi   |    | 7 s              |
| 4.  | Janez Brajkovič  | Astana              |    | 8 s              |
| 5.  | Gustavo César    | Karpin Galicia      |    | m.t.             |
| 6.  | Pierrick Fédrigo | Bouygues Telecom    |    | 10 s             |
| 7.  | Rigoberto Urán   | Caisse d'Épargne    |    | 11 s             |
| 8.  | Daniel Navarro   | Astana              |    | 21 s             |
| 9.  | Daniel Moreno    | Caisse d'Épargne    |    | 26 s             |
| 10. | Thomas Lövkvist  | High Road           |    | 29 s             |

### 6eétape
La sixième et dernière étape s'est déroulée le dimanche 25 mai 2008 entre Pallejà et Barcelone.
| #   | Coureur               | Équipe                |    | Temps           |
| --- | --------------------- | --------------------- | -- | --------------- |
| 1.  | José Luis Carrasco    | Andalucia-Cajasur     | en | 2 h 20 min 38 s |
| 2.  | Gustavo César Veloso  | Karpin Galicia        |    | m.t.            |
| 3.  | Francisco Ventoso     | Andalucia-Cajasur     | +  | 7 s             |
| 4.  | Aliaksandr Kuschynski | Liquigas              |    | m.t.            |
| 5.  | Eduardo Gonzalo       | Agritubel             |    | m.t.            |
| 6.  | Rémy Di Grégorio      | La Française des jeux |    | m.t.            |
| 7.  | Samuel Dumoulin       | Cofidis               |    | m.t.            |
| 8.  | Vladimir Efimkin      | AG2R La Mondiale      |    | m.t.            |
| 9.  | Daniel Navarro        | Astana                |    | m.t.            |
| 10. | Matej Mugerli         | Liquigas              |    | m.t.            |

| #   | Coureur              | Équipe              |    | Temps            |
| --- | -------------------- | ------------------- | -- | ---------------- |
| 1.  | Gustavo César Veloso | Karpin Galicia      | en | 24 h 29 min 22 s |
| 2.  | Rigoberto Urán       | Caisse d'Épargne    | +  | 16 s             |
| 3.  | Rémi Pauriol         | Crédit agricole     |    | 21 s             |
| 4.  | Josep Jufré          | Saunier Duval-Scott |    | m.t.             |
| 5.  | Daniel Navarro       | Astana              |    | 23 s             |
| 6.  | Haimar Zubeldia      | Euskaltel-Euskadi   |    | 28 s             |
| 7.  | Janez Brajkovič      | Astana              |    | 29 s             |
| 8.  | Pierrick Fédrigo     | Bouygues Telecom    |    | 31 s             |
| 9.  | Thomas Lövkvist      | High Road           |    | 34 s             |
| 10. | Gorka Verdugo        | Euskaltel-Euskadi   |    | m.t.             |

## Évolution des classements
| Étapes (Vainqueur)                  | Classement général   | Classement de la montagne | Classement par points | Classement des sprints | Classement par équipes |
| ----------------------------------- | -------------------- | ------------------------- | --------------------- | ---------------------- | ---------------------- |
| Prologue (Thor Hushovd)             | Thor Hushovd         | non décerné               | Thor Hushovd          | non décerné            | Crédit agricole        |
| Première étape (Thor Hushovd)       | Thor Hushovd         | Dario Cioni               | Thor Hushovd          | Freddy Bichot          | Crédit agricole        |
| Deuxième étape (Cyril Dessel)       | Cyril Dessel         | Christophe Moreau         | Thor Hushovd          | Freddy Bichot          | AG2R La Mondiale       |
| Troisième étape (Pierrick Fédrigo)  | Rémi Pauriol         | Christophe Moreau         | Thor Hushovd          | Freddy Bichot          | Astana                 |
| Quatrième étape (Sylvain Chavanel)  | Rémi Pauriol         | Christophe Moreau         | Thor Hushovd          | Sylvain Chavanel       | Astana                 |
| Cinquième étape (Francesco Chicchi) | Rémi Pauriol         | Christophe Moreau         | Thor Hushovd          | Manuel Quinziato       | Astana                 |
| Sixième étape (José Luis Carrasco)  | Gustavo César Veloso | Christophe Moreau         | Thor Hushovd          | Manuel Quinziato       | Astana                 |

## Liste des participants
| Caisse d'Épargne | CSC | High Road |
| - 01. Imanol Erviti - 02. José Iván Gutiérrez - 03. Alberto Losada - 04. Nicolas Portal - 05. Luis León Sánchez - 06. Mathieu Drujon - 07. Daniel Moreno - 08. Rigoberto Urán                                        | - 11. Alexandr Kolobnev - 12. Carlos Sastre - 13. Fabian Cancellara - 14. Íñigo Cuesta - 15. Jurgen Van Goolen - 16. Volodymyr Gustov - 17. Marcus Ljungqvist - 18. Juan José Haedo             | - 21. Michael Barry - 22. John Devine - 23. Bernhard Eisel - 24. George Hincapie - 25. Craig Lewis - 26. Thomas Lövkvist - 27. Vicente Reynés - 28. Michael Rogers                           |
| Euskaltel-Euskadi | Astana | AG2R La Mondiale |
| - 31. Igor Antón - 32. Antton Luengo - 33. Egoi Martínez - 34. Rubén Pérez - 35. Aitor Hernandez - 36. Amets Txurruka - 37. Gorka Verdugo - 38. Haimar Zubeldia                                                      | - 41. Janez Brajkovič - 42. Thomas Frei - 43. Christopher Horner - 44. Benoît Joachim - 45. Julien Mazet - 46. Daniel Navarro - 47. Sérgio Paulinho - 48. Sergueï Yakovlev                      | - 51. José Luis Arrieta - 52. Cyril Dessel - 53. Hubert Dupont - 54. Vladimir Efimkin - 55. John Gadret - 56. Stéphane Goubert - 57. Christophe Riblon - 58. Ludovic Turpin                  |
| Bouygues Telecom | Cofidis | Crédit agricole |
| - 61. Dimitri Champion - 62. Nicolas Crosbie - 63. Pierrick Fédrigo - 64. Xavier Florencio - 65. Anthony Geslin - 66. Laurent Lefèvre - 67. Arnaud Labbe - 68. Thomas Voeckler                                       | - 71. Stéphane Augé - 72. Sylvain Chavanel - 73. Samuel Dumoulin - 74. Leonardo Duque - 75. Maryan Hary - 76. Amaël Moinard - 77. David Moncoutié - 78. Maxime Monfort                          | - 81. William Bonnet - 82. Alexandre Botcharov - 83. Pietro Caucchioli - 84. Patrice Halgand - 85. Thor Hushovd - 86. Christophe Le Mével - 87. Rémi Pauriol - 88. Mark Renshaw              |
| La Française des jeux | Gerolsteiner | Lampre |
| - 91. Sandy Casar - 92. Jérôme Coppel - 93. Mickaël Delage - 94. Rémy Di Grégorio - 95. Frédéric Guesdon - 96. Francis Mourey - 97. Jelle Vanendert - 98. Benoît Vaugrenard                                          | - 101. Markus Zberg - 103. Mathias Frank - 104. Sebastian Lang - 105. Ronny Scholz - 106. Stephan Schreck - 107. Tom Stamsnijder - 108. Carlo Westphal                                          | - 112. Alessandro Ballan - 113. Emanuele Bindi - 114. Matteo Bono - 115. Massimiliano Mori - 116. Daniele Righi - 117. Paolo Fornaciari - 118. Christian Murro                               |
| Liquigas | Quick Step | Rabobank |
| - 121. Valerio Agnoli - 122. Claudio Corioni - 123. Francesco Chicchi - 124. Mauro Da Dalto - 125. Aliaksandr Kuschynski - 126. Matej Mugerli - 127. Manuel Quinziato - 128. Frederik Willems                        | - 131. Matteo Carrara - 132. Wilfried Cretskens - 133. Dmytro Grabovskyy - 134. Leonardo Scarselli - 135. Matteo Tosatto - 136. Jurgen Van de Walle - 137. Davide Viganò - 138. Maarten Wynants | - 141. Juan Antonio Flecha - 142. Pedro Horrillo - 143. Sebastian Langeveld - 144. Koos Moerenhout - 145. Grischa Niermann - 146. Joost Posthuma - 147. William Walker - 148. Pieter Weening |
| Saunier Duval-Scott | Silence-Lotto | Milram |
| - 151. Raúl Alarcón - 152. Rubens Bertogliati - 153. Juan José Cobo - 154. Denis Flahaut - 155. Arkaitz Durán - 156. Josep Jufré - 157. Javier Mejías - 158. Aurélien Passeron                                       | - 161. Mario Aerts - 162. Christophe Brandt - 163. Pieter Jacobs - 164. Dario Cioni - 165. Yaroslav Popovych - 166. Bart Dockx - 167. Wim Vansevenant - 168. Johan Vansummeren                  | - 171. Luca Barla - 172. Volodymyr Dyudya - 173. Andriy Grivko - 174. Christian Kux - 175. Brett Lancaster - 176. Elia Rigotto - 177. Dominik Roels - 178. Peter Velits                      |
| Andalucia - Cajasur | Karpin Galicia | Slipstream Chipotle |
| - 181. Francisco Ventoso - 182. José Antonio Redondo - 183. Jesús Rosendo - 184. José Luis Carrasco - 185. Javier Moreno - 186. José Antonio Lopez Gil - 187. Francisco José Martinez Perez - 188. José Ruiz Sanchez | - 191. Ezequiel Mosquera - 192. David García Dapena - 193. Gustavo César - 194. Gustavo Domínguez - 195. Rabuñal Gonzalo - 196. Eduard Vorganov - 197. Alberto Fernández - 198. Iban Mayoz      | - 201. Blake Caldwell - 202. Thomas Danielson - 203. Jason Donald - 204. Lucas Euser - 205. Christophe Laurent - 206. Trent Lowe - 207. Daniel Martin - 208. Thomas Peterson                 |
| Agritubel | | |
| - 211. Christophe Moreau - 212. Eduardo Gonzalo - 213. Nicolas Vogondy - 214. Freddy Bichot - 215. Mikel Gaztañaga - 216. Benoît Salmon - 217. Christophe Rinero - 218. Anthony Ravard                               | | |